# Parlement stérile
Le Parlement stérile fut un Parlement d'Angleterre, le second Parlement du règne de Jacques Ier, qui siégea du 5 avril au 7 juin 1614. Le précédent d'Edward Phelips avait duré sept ans, de 1604 à 1611.
Son président fut Randolph Crewe, et c'est à ce parlement que siégèrent pour la première fois John Eliot et Thomas Wentworth.
Le nom de ce parlement fait allusion à son inefficacité. Il ne dura pas plus de huit semaines, et il ne parvint pas à résoudre le conflit existant entre le roi, qui désirait réunir de l'argent, et la Chambre des Communes, qui s'opposait à l'augmentation des impôts.
Ce parlement ne vota aucun texte, et, la situation étant bloquée, il fut dissous par le roi le vendredi 7 juin 1614. Les jours suivants, plusieurs parlementaires furent arrêtés et emprisonnés pour leurs discours, jugés séditieux, prononcés lors de cette session. La plupart furent libérés dans les semaines suivantes.
Privé des autorisations parlementaires, le roi fut contraint d'user d'expédients impopulaires, comme la vente de monopoles, pour lever les fonds désirés.

## Sources
- (en) Cet article est partiellement ou en totalité issu de l’article de Wikipédia en anglais intitulé « Addled Parliament » (voir la liste des auteurs).

- (de) Cet article est partiellement ou en totalité issu de l’article de Wikipédia en allemand intitulé « Unfruchtbares Parlament » (voir la liste des auteurs).